# Carruatge sense cavalls

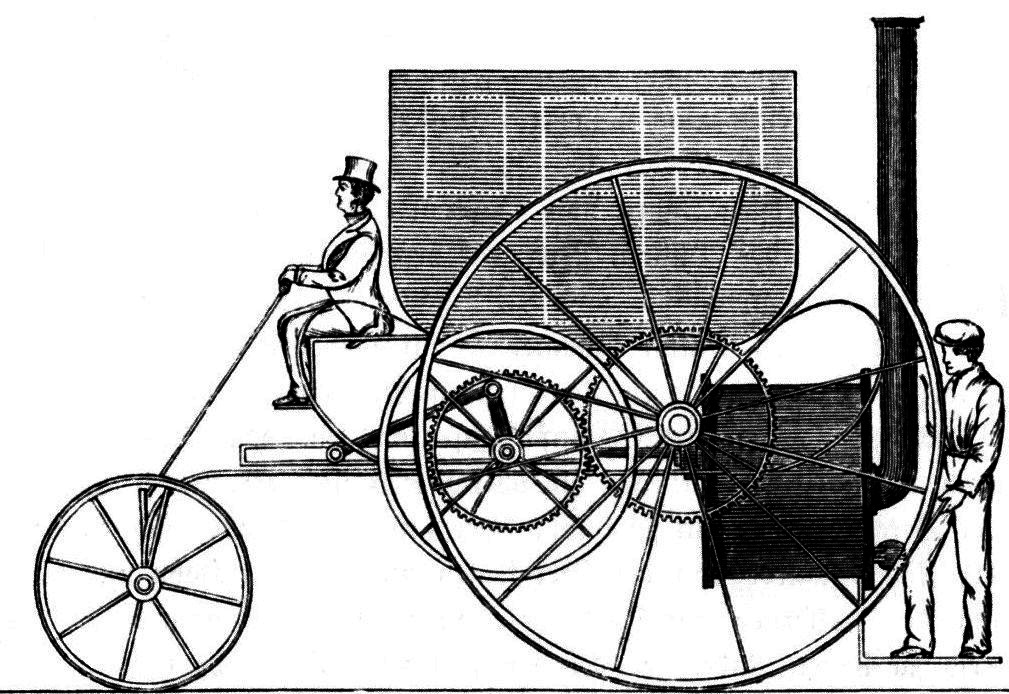
El vagó de vapor de Londres de Trevithick de 1803

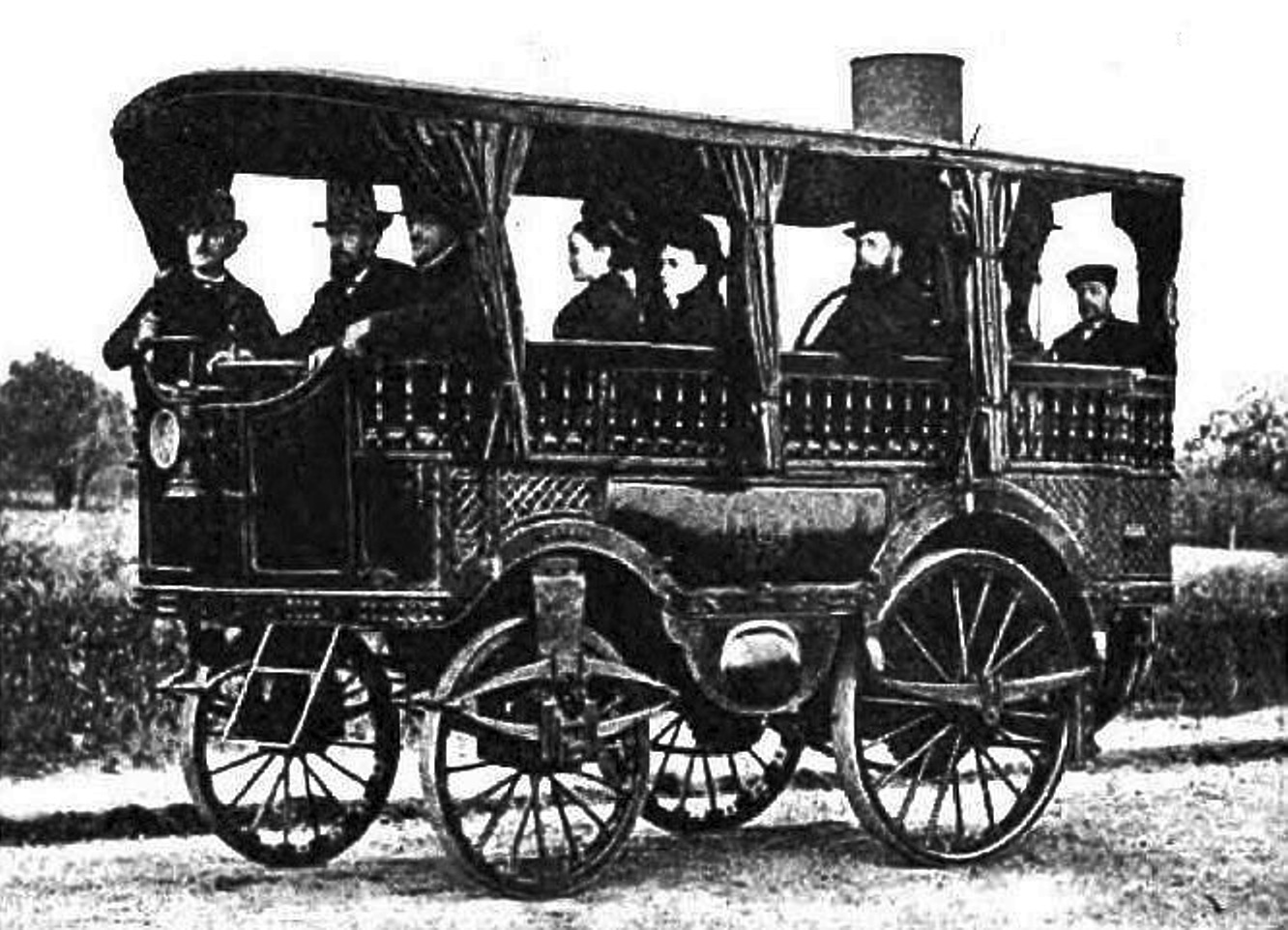
L'Obéissante, un autobús de vapor de 1873

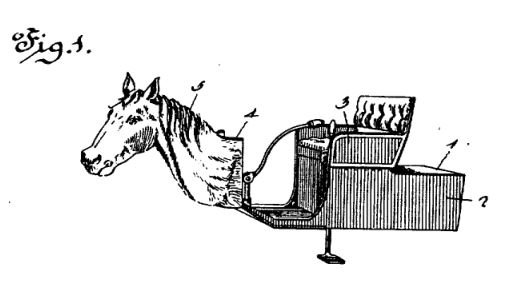
Diagrama de patents del Horsey Horseless de 1899, un vehicle destinat a assemblar-se a un cavall i un carruatge perquè no espantés els cavalls a la carretera. Es desconeix si es va construir mai.

Carruatge sense cavalls és un nom primerenc per al cotxe de motor o automòbil. Abans de la invenció de l'automòbil, els carruatges normalment eren tirats per animals, normalment cavalls. El terme es pot comparar amb altres termes transitoris, com ara telèfon sense fil . Són casos en què es compara una nova tecnologia amb una de més antiga descrivint allò que no té la nova.
La majoria dels carruatges sense cavalls destaquen per la seva similitud amb els carruatges tirats per cavalls existents, però amb algun tipus de propulsió mecànica. Les característiques dels primers carruatges sense cavalls inclouen la direcció del timó, un motor sota les planxes de fusta del terra i un centre de gravetat alt.

## Història
Al segle XIX, les màquines de vapor es van convertir en la font principal d'energia per a les locomotores i els vagons ferroviaris, i per alimentar els processos en instal·lacions fixes com les fàbriques . El 1803, el que es diu que va ser el primer carruatge sense cavalls va ser un vehicle de vapor demostrat a Londres, Anglaterra, per Richard Trevithick . A la dècada de 1820, Goldsworthy Gurney va construir vehicles de carretera amb motor de vapor. Un ha sobreviscut per estar exposat al Museu del Transport de Glasgow . Als Estats Units, Sylvester H. Roper va fabricar un vagó de vapor de quatre rodes el 1863.
El carruatge sense cavalls Armstrong de 1896 destaca com un dels primers vehicles híbrids, que combinava un motor elèctric amb bateria i un motor de combustió interna alimentat amb gasolina .
El 1893, es diu que Frank Duryea va fer el primer viatge amb carruatge sense cavalls per les carreteres dels Estats Units, a Springfield, Massachusetts, recorrent aproximadament 600 iardes (550 m) abans que els problemes del motor l'obliguessin a aturar-se i fer reparacions. Va fundar la primera companyia d'automòbils dels Estats Units, Duryea Motor Wagon Company, amb el seu germà.
L'abril de 2016, els carruatges sense cavalls de principis del segle XIX i principis del XX van ser presentats en una recreació del primer Saló de l'Automòbil de Londres el 1896.

## Models específics
- Benz Patent-Motorwagen
- Vagó de motor Duryea
- Carro motoritzat Daimler